# Natalija Synyšyn
Natalija Ihorivna Synyšyn (in ucraino Наталія Ігорівна Синишин?; Sosnivka, 3 luglio 1985) è una lottatrice ucraina naturalizzata azera.

## Palmarès

### Olimpiadi
- 1 medaglia:
  - 1 bronzo (Rio de Janeiro 2016 nei 53 kg[1])

### Mondiali
- 2 medaglie:
  - 2 bronzi (Canton 2006 nei 59 kg[2]; Baku 2007 nei 59 kg[2])

### Europei
- 5 medaglie:
  - 3 ori (Vilnius 2009 nei 55 kg[2]; Belgrado 2012 nei 55 kg[2]; Riga 2016 nei 58 kg[1])
  - 1 argento (Sofia 2007 nei 59 kg[2])
  - 1 bronzo (Tampere 2008 nei 59 kg[2])

### Giochi europei
- 1 medaglia:
  - 1 bronzo (Baku 2015 nei 55 kg[1])

### Giochi della solidarietà islamica
- 1 medaglia:
  - 1 argento (Baku 2017 nei 55 kg[1])